# Ruwiel
Ruwiel est une ancienne commune néerlandaise de la province d'Utrecht.
À l'origine, Ruwiel était une seigneurie, appartenant à la famille Van Ruwiel. Il y avait ici un manoir fortifié aux bords de l'Aa, probablement construit vers 1226. Le château a été détruit en 1673 par les Français pendant la Guerre de Hollande. De nos jours, du château ne subsistent que les fossés, situés non loin de Nieuwer Ter Aa.
Érigé en commune au début du XIXe siècle, Ruwiel fut une commune indépendante jusqu'en 1964. En 1857, Ruwiel absorbe la partie septentrionale (Noordeinde) de la commune supprimée de Portengen. Lors de la suppression, la commune comptait 898 habitants pour une superficie de 9,11 km2. La commune a été rattachée à Breukelen, une petite partie du territoire passant à Kockengen.